# 拉尔卡
拉尔卡（法語：Larcat，法語發音：[laʁka]）是法国阿列日省的一个市镇，属于富瓦区。该市镇2009年时的人口为44人。

## 人口
拉尔卡人口变化图示
| 数据来源：INSEE |